# Emma Barrandeguy
Emma Barrandeguy (8 tháng 3 năm 1914 - 19 tháng 12 năm 2006) là một nhà văn, nhà báo, nhà thơ, người kể chuyện và nhà viết kịch người Argentina.
Barrandeguy sinh năm 1914 tại Gualeguay, Entre Ríos. Mẹ bà đọc thơ cho bà khi Barrandeguy còn rất nhỏ. Năm 1937, bà chuyển đến Buenos Aires, nơi bà cư trú trong 22 năm. Năm 1939, bà kết hôn với một diễn viên xiếc người Mỹ, người đã rời đi trên một tàu chở dầu và không bao giờ quay trở lại Buenos Aires. Họ không có con. Ở tuổi 50, bà bắt đầu học tại trường đại học.
Những bài thơ đầu tiên của bà đã được xuất bản khi bà 18. Cuốn sách đầu tiên của cô được xuất bản khi bà 50 tuổi; Nó bao gồm những bài thơ mà bà ấy đã viết trong một cuốn nhật ký. Barrandeguy có nhiều công việc khác nhau, bao gồm nhà lưu trữ, nhà văn, nhà báo, thủ thư và bán đồ trang sức. Bà đã xuất bản các bài báo về chiêm tinh học, và từng là thư ký riêng của Salvadora Medina Onrubia de Botana, người phối ngẫu của Natalio Botana. Trong 20 năm, bà đã chỉ đạo bộ phận văn hóa trên một tờ báo địa phương trong Gualeguay, El Debate Cry. Bà cũng cho tờ báo khu vực Gualeguaychú, La Verdad, và làm dịch giả cho các nhà xuất bản của El Ateneo và Emecé.
Bà đã được trao giải Premio Fray Mocho vào năm 1970 cho vở kịch "Amor saca amor", và năm 1985 cho cuốn tiểu thuyết "Crónicas de medio siglo". Barrandeguy làm việc tại Viện Ung thư và qua đời vì bệnh ung thư vào năm 2006 ở tuổi 92 tại Gualeguay.

## Tác phẩm được chọn
- Poesías completas, 2009
- Mastronardi-Gombrowicz: una amistad singular, 2004
- Habitaciones, 2002
- Salvadora, una tees de Crítica, 1997
- Camino hecho, 1996
- Crónica de medio siglo, 1986
- Refracciones, 1986
- Crónica de medio siglo, 1984
- Los pobladores, 1983
- No digo que mi país es poderoso, 1982
- Amor saca Amor (teatro), 1970
- El andamio (tiểu thuyết), 1964
- Cartas, 1943
- Las puertas, 1964
- Poemas, 1934-35